# Heikendorf
Heikendorf település Németországban, Schleswig-Holstein tartományban. Lakosainak száma 8698 fő (2023. december 31.).

## Népesség
A település népességének változása:
| Lakosok száma | 7811 | 8180 | 8183 | 8498 | 8688 | 8698 |
|               | 1975 | 2017 | 2019 | 2021 | 2022 | 2023 |